# Javier Zanetti
Javier Adelmar Zanetti (pronuncia in spagnolo: [xaˈβ̞je̞ɾ að̞e̞lˈmaɾ saˈne̞ti]; Buenos Aires, 10 agosto 1973) è un dirigente sportivo ed ex calciatore argentino, di ruolo difensore o centrocampista, vicepresidente dell'Inter.
Soprannominato Pupi o el Tractor (in italiano "il trattore"), è considerato uno dei più grandi giocatori argentini della storia del calcio, nonché uno dei migliori difensori della sua generazione. Cresciuto in Argentina, inizia la sua carriera al Talleres, per poi passare al Banfield. Nel 1995 si trasferisce all'Inter, squadra di cui è stato capitano dal 2001 al 2014, anno in cui conclude l'attività agonistica. Dell'Inter diventa il calciatore con più presenze nella storia (858), nonché il più vincente in assoluto con sedici trofei: cinque campionati italiani (2005-2006, 2006-2007, 2007-2008, 2008-2009 e 2009-2010), quattro Coppe Italia (2004-2005, 2005-2006, 2009-2010 e 2010-2011), quattro Supercoppe italiane (2005, 2006, 2008 e 2010), una Coppa UEFA (1997-1998), una UEFA Champions League (2009-2010) e una Coppa del mondo per club FIFA (2010). Dell'Inter è inoltre il giocatore con più presenze da capitano in UEFA Champions League (82).
Con la nazionale argentina, con cui è arrivato in finale di Copa América nel 2004 e nel 2007 e di FIFA Confederations Cup nel 1995 e nel 2005, ha disputato 145 partite, cifra che lo rende il terzo giocatore con il maggior numero di presenze nella storia della Albiceleste, alle spalle di Lionel Messi e Javier Mascherano.
È tredicesimo nella classifica dei calciatori con almeno 1000 presenze in carriera, ed è inoltre lo straniero con più presenze in Serie A (615) e il quarto giocatore in assoluto per partite disputate nella suddetta competizione, alle spalle di Gianluigi Buffon, Paolo Maldini e Francesco Totti.
Nel 2004 è stato incluso da Pelé nella FIFA 100, la lista dei 125 migliori calciatori viventi redatta in occasione del centenario della FIFA, mentre nell'ottobre del 2011, durante la consegna del Golden Foot, ha ricevuto il premio alla carriera come "leggenda del calcio". Il 9 marzo 2018, in concomitanza col 110º anniversario della fondazione dell'Inter, è stato il primo difensore a essere inserito nella Hall of Fame del club nerazzurro, che già tre anni prima aveva ritirato la sua maglia numero 4. La rivista FourFourTwo lo ha inserito al 42º posto nella classifica dei 101 calciatori più forti del periodo 1994-2019.
Nel corso della sua carriera si è distinto per sportività e correttezza, guadagnandosi la stima di compagni di squadra, avversari e addetti ai lavori.

## Biografia
Di origini italiane (il bisnonno, Paolo Zanetti, era originario di Sacile, in provincia di Pordenone), Javier Zanetti è nato a Buenos Aires il 10 agosto del 1973, da Rodolfo Ignacio Zanetti e Violeta Bonazzola, ma è in provincia che crebbe, nel sobborgo portuale del Partido di Avellaneda, Dock Sud. Prese il secondo nome Adelmar da un medico che gli salvò la vita da neonato, quando aveva dei problemi di respirazione. È il fratello minore di Sergio, anch'egli calciatore, e poi allenatore dell'Inter Juniores Berretti e successivamente del Lecco.
Zanetti è sposato dal 1999 con Paula de La Fuente, conosciuta nel 1991 mentre militava nel Talleres. La coppia ha tre figli: Sol (nata l'11 giugno 2005), Ignacio (nato il 27 luglio 2008), e Tomás (nato il 9 maggio 2012). Il padrino della figlia è Iván Zamorano, mentre quello del secondo figlio è Iván Córdoba. Il fratello della moglie, Sebastiàn, dal 2023 allena la Fiorentina femminile dopo aver guidato anche l’Inter femminile e il Como femminile: con le due squadre lombarde ha vinto il campionato di Serie B nelle stagioni 2018-19 e 2021-2022.
L'argentino ha pubblicato tre autobiografie (Capitano e gentiluomo, Giocare da uomo e Un legame mondiale. Storie di calcio tra Italia e Argentina, edite rispettivamente da Rizzoli e Mondadori), ha partecipato come attore al film del regista Piergiorgio Gay Niente paura (2010) ed è stato protagonista del documentario Zanetti Story (2015), diretto da Carlo Sigon e Simone Scafidi. Nel 2018 è uscito il libro Vincere, ma non solo, edito da Mondadori, in cui racconta la sua vita una volta terminata la carriera da giocatore.
Nell'aprile del 2012 ha aperto nel quartiere Brera di Milano un ristorante insieme a Esteban Cambiasso, il Botinero. Il 14 gennaio 2015 è stato nominato "Ambassador" per l'Expo di Milano.

### Impegno nel sociale

Il logo della Fundación P.U.P.I.

Zanetti ha preso parte, talvolta organizzandole in prima persona, a numerose iniziative benefiche. Nel 2002, insieme alla moglie Paula, ha creato la Fundación P.U.P.I., organizzazione no-profit che si occupa di fornire il necessario sostegno economico ai bambini disagiati, e alle loro famiglie, nella zona di Buenos Aires.
Per la sua correttezza e lealtà sportiva, per le vittorie conseguite e per l'impegno nel sociale, è stato insignito di diversi riconoscimenti: fra i tanti, l'Ambrogino d'oro nel 2005, il Premio Scirea nel 2010 e il Premio Facchetti nel 2012.

## Caratteristiche tecniche
(Ryan Giggs)

Zanetti in una delle sue classiche discese palla al piede durante la finale di ritorno della Coppa UEFA

Puntuale nel recupero di palloni e nell'impostazione del gioco, Zanetti era in possesso di un buon controllo di palla e di eccellenti doti fisiche, tra cui resistenza allo sforzo prolungato e velocità, che lo rendevano molto abile nel superare gli avversari nello slancio per poi tentare il cross dal fondo o il tiro: le suddette qualità, che gli valsero il soprannome El Tractor ("il trattore"), lo rendevano un'arma tattica utile a fluidificare la manovra offensiva, sebbene sfociassero occasionalmente in un eccesso di azioni personali.
Nato nelle giovanili dell'Independiente come attaccante esterno, è al Talleres che Zanetti arretra la sua posizione, scendendo in campo da centrocampista, sia di fascia sia centrale, e alcune volte anche da terzino, ruolo che successivamente lo consacrò nella sua prima stagione da professionista. Appena arrivato all'Inter ricoprì il ruolo di laterale destro in un 5-3-2, durante la gestione di Ottavio Bianchi, per poi passare come interno destro in un modulo a rombo agli ordini di Roy Hodgson. Con Luigi Simoni il giocatore venne spostato come laterale sinistro di centrocampo. Sotto la guida di Marcello Lippi ritornò a giocare a destra nel centrocampo, come tornante nel 4-4-2; fu Héctor Cúper a fargli ricoprire nuovamente la posizione di terzino destro, lo stesso ruolo che ebbe durante i suoi anni in Argentina. In seguito si consolidò anche come centrocampista centrale e terzino sinistro, prima con Roberto Mancini e poi con José Mourinho. In rare occasioni ha giocato anche nel ruolo di difensore centrale, pur essendovi poco avvezzo.

## Carriera

### Giocatore

#### Club

##### Gli inizi
Cresciuto durante il periodo della guerra sporca, Zanetti si appassionò al calcio da bambino, quando l'Argentina di Mario Kempes e Daniel Passarella vinse in casa il campionato del mondo 1978. Tuttavia, nel suo quartiere, Dock Sud, non esisteva nessun campo da calcio; sarà suo padre, assieme ad altri genitori di ragazzi del posto, a realizzare un campetto di erba e sabbia, ed è lì che l'argentino inizierà a tirare i suoi primi calci a un pallone, nella formazione della Disneyland.
Nel 1982, un dirigente dell'Independiente gli offrì l'opportunità di giocare nella sua squadra, ed egli accettò immediatamente l'offerta, dato che è un tifoso dei Diablos Rojos. Dopo esser sceso in campo per sette anni tra le file dell'Independiente, i dirigenti e i tecnici della squadra decisero di tagliarlo fuori dalla squadra, perché sotto l'aspetto fisico era troppo piccolo e debole.
Dopo essere stato scartato dall’Independiente, per circa un anno smise di giocare a calcio, pensando solamente allo studio e al lavoro, dove l'argentino aiutava suo padre come muratore nei cantieri, e questo sostegno che offrì al genitore contribuì al suo sviluppo fisico.

##### Talleres e Banfield
Dietro suggerimento del padre, Zanetti iniziò a cercare un'altra squadra, e l'opportunità gliela offrì il fratello Sergio, che militava nel Talleres. Javier ha aspettato che suo fratello Sergio si trasferisse, perché non voleva passare per raccomandato, e infine ha fatto un provino dove è stato promosso. Durante la sua permanenza a Remedios de Escalada prese il vezzeggiativo Pupi del fratello Sergio appena ceduto, necessario in quanto in squadra oltre a lui, c'erano ben cinque Javier.
Nelle giovanili del Talleres giocò da centrocampista in quarta divisione, e le ottime prestazioni lo fecero promuovere in prima squadra. Inoltre il club di Remedios de Escalada gli offrì un contratto da professionista, in quanto Zanetti per guadagnare e aiutare economicamente la famiglia era costretto a lavorare la mattina vendendo il latte. Esordì nel mondo del calcio professionistico il 22 agosto 1992, nel corso della terza giornata di Primera B Nacional, quando subentrò all'80' al posto di Miguel Ángel Fretes, vincendo 2-1 contro l'Instituto Atlético Central Córdoba. Il suo esordio da titolare con i bianco-rossi è avvenuto tre giornate più tardi, quando il 12 settembre il Talleres pareggiò 0-0 in casa dell'Ituzaingó. Ha segnato il suo primo gol in carriera, che tra l'altro è stato anche il primo e l'unico con la maglia del Talleres, il 20 marzo 1993, in occasione di Talleres-Arsenal de Sarandí, finita 1-1. In totale, con la maglia del Talleres, scese in campo 33 volte, venendo schierato per lo più come terzino. A fine campionato venne definito come uno tra i migliori giovani del torneo.
Nell'estate del 1993, a vent'anni, approdò nella massima serie, la Primera División, venendo acquistato dal Banfield per 160 000 dollari. Vestì la maglia numero 4, che non abbandonò più, ed esordì con i biancoverdi il 12 settembre 1993 contro il River Plate, in una partita finita 0-0. Chiuse la stagione con 37 presenze, segnando il suo unico gol con la maglia del Banfield il 29 settembre 1993, nel pareggio per 1-1 in casa del Newell's Old Boys. Titolare anche nel campionato successivo, le sue prestazioni gli valsero la convocazione in pianta stabile nella nazionale argentina di Daniel Passarella.

##### Inter
(Beppe Bergomi)

###### 1995-1998: dall'esordio al primo trofeo

Zanetti durante Inter-Vicenza del 27 agosto 1995, gara del suo esordio in nerazzurro

Segnalato da Antonio Angelillo, fu acquistato da Massimo Moratti, che — assieme al figlio — lo aveva visto in una videocassetta mentre giocava per la nazionale olimpica. L'Inter ne annunciò ufficialmente l'ingaggio nella primavera 1995, tesserandolo a partire dalla stagione seguente. Il connazionale Diego Armando Maradona lo definì «miglior acquisto dell'anno».
Zanetti esordì il 27 agosto 1995, nella prima giornata di campionato che vide l'Inter sconfiggere di misura il Vicenza (1-0). Il 12 settembre esordì invece nelle competizioni europee, in occasione della partita esterna di Coppa UEFA col Lugano.

Zanetti all'inizio della stagione 1996-97

Affermatosi come titolare nella stagione seguente, contribuì al terzo posto dei nerazzurri in campionato. La squadra raggiunse inoltre la finale di Coppa UEFA, cedendo ai rigori contro lo Schalke 04; in occasione della finale di ritorno, l'allenatore Roy Hodgson sostituì l'argentino con Nicola Berti a pochi minuti dalla fine dei supplementari. Contrariato dalla scelta del tecnico, Zanetti litigò con quest'ultimo ma i due vennero divisi prima che il confronto sfociasse sul piano fisico. Il calciatore si chiarirà successivamente con l'inglese.
L'anno successivo, con l'arrivo di Luigi Simoni in panchina e di Ronaldo in campo, l'Inter contese il tricolore alla Juventus. Il duello conobbe il proprio esito soltanto nello scontro diretto, vinto dai bianconeri tra le polemiche. Seconda in campionato, l'Inter si consolò col successo in Coppa UEFA a spese della Lazio: l'argentino siglò il raddoppio della formazione milanese, che trionfò col risultato di 3-0.

###### 1998-2001: un triennio difficile
Nella stagione 1998-99 l'Inter, già considerata tra le favorite, rafforzò ulteriormente il proprio organico. Malgrado il supporto dell'argentino — che il 28 ottobre 1998 indossò per la prima volta la fascia di capitano nel match di Coppa Italia contro il Castel di Sangro — i nerazzurri vissero una stagione anonima, su cui gravò l'esonero di Simoni. Il tecnico fu sollevato dall'incarico dopo la vittoria contro la Salernitana, ottenuta con un gol di Zanetti nel recupero. Destinati a un campionato di secondo piano, i meneghini furono poi eliminati dal Parma in Coppa Italia (con l'argentino espulso nella gara di andata) e dal Manchester United in Champions League. Il campionato si concluse con l'ottavo posto, ma l'Inter fallì l'ultima chance per conquistare l'Europa perdendo lo spareggio col Bologna per la Coppa UEFA.
Dal 1999 al 2001 la squadra fu guidata da Marcello Lippi prima e Marco Tardelli poi, senza però cogliere risultati di rilievo. In due campionati furono conseguiti un quarto e quinto posto, mentre la formazione perse la finale di Coppa Italia contro la Lazio nel maggio 2000.

###### 2001-2004: la fascia di capitano, la gestione Cúper e la parentesi Zaccheroni
L'estate 2001 segnò l'ingaggio di Héctor Cúper, voluto da Moratti per riportare la squadra al successo. In tale periodo Zanetti diventò capitano, dopo aver vestito la fascia già negli anni precedenti per sostituire l'infortunato Ronaldo. La stagione 2001-02 vide i nerazzurri in testa per gran parte del campionato, mentre in Coppa UEFA la compagine lombarda si arrese al Feyenoord in semifinale. Lo scudetto, apparso ormai una formalità, venne invece perso nella giornata conclusiva, quando il 4-2 subìto in casa della Lazio comportò il sorpasso di Juventus e Roma. Cúper ottenne buoni risultati anche l'anno seguente, conducendo la Beneamata al secondo posto in campionato e alla semifinale di Champions League con l'eliminazione (dopo due pareggi) per opera del Milan.
Più sofferta risultò la stagione 2003-04, con l'Inter che disputò un campionato al di sotto delle aspettative — parallelamente a uno scialbo percorso europeo —, raggiungendo comunque il quarto posto e l'accesso alla Champions League. Dall'estate 2004 Roberto Mancini (spesso avversario di Zanetti ai tempi della Lazio) sostituì Alberto Zaccheroni, chiamato per rimpiazzare Cúper nell'ottobre 2003.

###### 2004-2008: le vittorie nazionali con Mancini
La stagione 2004-2005 segnò il ritorno dell'Inter alla vittoria, con la conquista della Coppa Italia battendo la Roma nella doppia finale. Per l'argentino si trattò del secondo trofeo in nerazzurro, dopo la Coppa UEFA vinta nel 1998. Nell'agosto seguente vinse la sua prima Supercoppa italiana ai danni della Juventus per 0-1. A fine stagione bissò il successo in coppa nazionale, vincendo nuovamente il trofeo contro i giallorossi (1-1 a Roma e 3-1 a Milano). In seguito alle sentenze dello scandalo Calciopoli, il campionato precedente venne assegnato a tavolino all'Inter, dopo il declassamento della Juventus e del Milan.

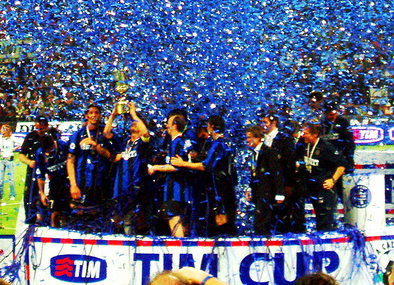
Zanetti alza al cielo la Coppa Italia 2005-2006, la quinta della storia interista

Nella stagione 2006-2007, con un'Inter profondamente rinnovata, l'argentino vinse la Supercoppa italiana battendo in rimonta per 4-3 di nuovo la Roma.I neroazzurri vinsero, questa volta sul campo, il secondo scudetto consecutivo con 5 giornate di anticipo e 97 punti in classifica. Anche in questa stagione l'Inter raggiunse la finale di Coppa Italia, affrontando nuovamente i giallorossi: tuttavia, saranno questi ultimi ad aggiudicarsi il trofeo, battendo la Beneamata nel doppio confronto.
All'inizio della stagione seguente, Zanetti perse la finale di Supercoppa italiana per 0-1 di nuovo contro i giallorossi. In campionato si ripropose il duello con la Roma: il 27 febbraio 2008, nello scontro diretto contro i giallorossi, Zanetti segnò all'88' il gol dell'1-1, che permise ai neroazzurri di mantenere il vantaggio di 9 punti sui rivali. Il 18 maggio Zanetti vinse il terzo scudetto consecutivo, grazie alla vittoria in trasferta per 0-2 contro il Parma. Sei giorni dopo perse, per il secondo anno di fila, la finale di Coppa Italia ancora una volta contro la Roma per 2-1 all'Olimpico.

###### 2008-2011: iltripletecon Mourinho e il mondiale per club
Nell'estate 2008 Josè Mourinho venne scelto per sostituire Roberto Mancini sulla panchina interista. Il 24 agosto Zanetti vinse la sua terza Supercoppa italiana, battendo nuovamente in finale la Roma: dopo il 2-2 dei tempi regolamentari e supplementari, la gara si risolse ai calci di rigore dove lo stesso Zanetti realizzò il penalty decisivo che assegnò il trofeo ai neroazzurri. Nonostante l'eliminazione in UEFA Champions League ad opera dei futuri finalisti del Manchester Utd, Zanetti vinse il suo quarto scudetto consecutivo con la maglia dell'Inter.

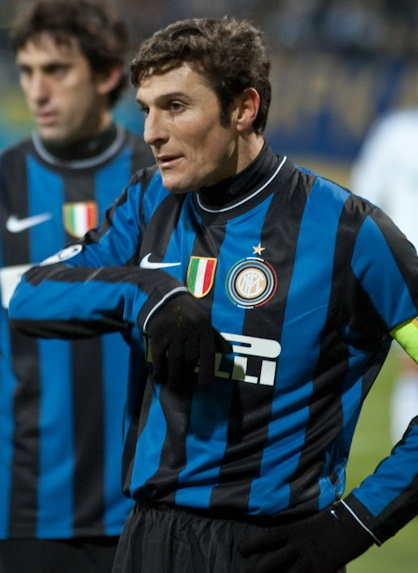
Zanetti durante la gara di UEFA Champions League 2009-2010 contro la

La stagione seguente iniziò con la sconfitta in Supercoppa italiana contro la Lazio per 2-1. Questo fu l'unico episodio negativo della stagione che, negli anni a venire, sarà memorabile per Zanetti e l'Inter: il 5 maggio 2010 vinse la Coppa Italia, battendo in finale la Roma per 1-0. Il 16 maggio seguente, nell'ultima partita di campionato, realizzò l'assist per il gol dell'1-0 di Diego Milito che consentì all'Inter di vincere il suo quinto scudetto consecutivo. Infine il 22 maggio, allo stadio Santiago Bernabeu di Madrid, vinse la UEFA Champions League sconfiggendo in finale i tedeschi del Bayern Monaco per 2-0; con quest'ultima vittoria, l'Inter divenne la prima formazione italiana a realizzare il treble.
Nel corso della seconda metà dell'anno solare, Zanetti continuò ad arricchire il suo palmares: il 21 agosto vinse la Supercoppa italiana, battendo in finale di nuovo la Roma per 3-1. Sei giorni dopo perse la finale di Supercoppa UEFA, venendo sconfitto dagli spagnoli dell'Atlético Madrid per 2-0. Il 20 ottobre, nella sfida di UEFA Champions League contro il Tottenham, Zanetti segnò il primo gol dell'Inter e diventando, a 37 anni, il maracatore più anziano della Champions League, record poi superato da Filippo Inzaghi il 5 novembre successivo. Nel mese di dicembre venne convocato dal tecnico neroazzurro Rafael Benitez per la fase finale della Coppa del mondo per club FIFA: Nella semifinale contro il Seongnam, Zanetti realizzò il gol del 2-0 per i neroazzurri. In finale, il 18 dicembre, l'Inter vinse 3-0 contro il TP Mazembe laureandosi così campione del mondo. In campionato Zanetti e i neroazzurri finirono al secondo posto alle spalle dei cugini del Milan, mentre vinsero la Coppa Italia – dove, nella semifinale di ritorno contro la Roma, Zanetti raggiunse la presenza numero 1000 in carriera – sconfiggendo nella finale in gara unica a Roma il Palermo per 3-1; Zanetti conquistò così il quindicesimo trofeo in sei anni, tutti vinti con la fascia di capitano.

###### 2011-2014: gli ultimi anni e il ritiro

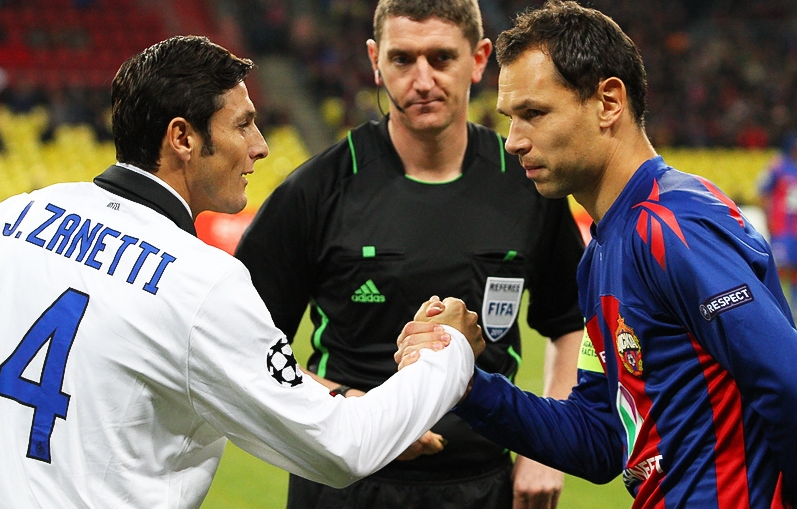
Zanetti con il capitano del Sergej Ignaševič prima di una partita della UEFA Champions League 2011-2012

Nell'ultimo periodo a Milano il calciatore non rimpinguò la sua bacheca, stabilendo comunque alcuni primati individuali: tra il 2011 e il 2012 superò infatti due record precedentemente raggiunti da Bergomi, divenendo il giocatore con più presenze nella storia dell'Inter, nonché il nerazzurro più presente nel derby di Milano (Bergomi si fermò rispettivamente a 756 e 44 partite); in Champions League, oltre a toccare quota 100 presenze complessive, divenne il giocatore con più presenze da capitano nella storia della competizione (superando le 77 di Paolo Maldini).
Il 21 aprile 2013, scendendo in campo contro il Parma, raggiunse le 1 100 presenze in carriera consolidando il quarto posto tra i calciatori con più presenze della storia; una settimana più tardi, nell'incontro col Palermo, riportò la rottura del tendine d'Achille, che chiuse la sua stagione.
Zanetti tornò in campo dopo 7 mesi, nella stagione 2013-14: rientrò infatti in campo a 40 anni e 3 mesi, nella partita del 9 novembre 2013 vinta per 2-0 contro il Livorno. Con il neo allenatore Walter Mazzarri ottenne tuttavia solamente 12 presenze in campionato. Disputò la sua ultima gara il 18 maggio 2014, in occasione della sconfitta di misura (2-1) sul campo del Chievo.
Nell'arco dei diciannove anni trascorsi in maglia nerazzurra, Zanetti è sceso in campo 858 volte: in 813 occasioni è partito da titolare (venendo sostituito in 42 partite), giocando per un totale di 73 284 minuti, segnando 21 reti e ricevendo due sole espulsioni (la prima nel 1999 in Coppa Italia, la seconda nel 2011 in campionato). Ha inoltre disputato consecutivamente 137 delle sue 615 partite in Serie A.
(Javier Zanetti, 6 maggio 2014)

#### Nazionale

##### Nazionale maggiore

###### 1994-2002: l'esordio, le prime competizioni e i due mondiali disputati
Dopo il campionato del mondo 1994, la nazionale argentina doveva essere completamente ricostruita. Nel novembre del 1994, a seguito delle buone prestazioni con la maglia del Banfield, l'allora commissario tecnico della nazionale argentina, Daniel Passarella, inserì per la prima volta Zanetti nella lista dei convocati della Selección.
Esordì con la nazionale maggiore a Santiago del Cile il 16 novembre 1994, a 21 anni, in una partita amichevole contro il Cile finita 3-0 per l'Argentina.
Nel 1995 disputò Coppa re Fahd, torneo amichevole intitolato all'allora re dell'Arabia Saudita, che venne poi assorbito dalla FIFA nell'ambito della Confederations Cup. L'Argentina perse in finale per 2-0 contro la Danimarca. Nell'estate dello stesso anno Zanetti venne anche convocato per la Copa América in Uruguay, in cui l'Argentina uscì ai quarti di finale contro il Brasile, ai calci di rigore.
Tre anni più tardi, Zanetti prese parte al campionato del mondo 1998 in Francia, con l'esordio nella competizione mondiale il 14 giugno a Tolosa, contro il Giappone (vittoria per 1-0). Ai quarti di finale l'Argentina venne eliminata dai Paesi Bassi, che prevalse sui sudamericani per 2-1. Zanetti giocò da titolare tutte le cinque partite della nazionale argentina, segnando un gol contro l'Inghilterra agli ottavi di finale.
Nel 1999, nonostante il nuovo commissario tecnico Marcelo Bielsa avesse completamente rinnovato il gruppo della nazionale argentina, Zanetti venne convocato per la Copa América in Paraguay. L'Argentina uscì dalla competizione nella fase a eliminazione diretta per mano del Brasile.
Venne convocato da Bielsa anche per il campionato del mondo 2002, disputatosi in Corea del Sud e Giappone. Inserita in un girone con Nigeria, Svezia e Inghilterra, con Bielsa che rivoluzionò quasi interamente tutta la squadra lasciando tuttavia in campo Zanetti, l'Argentina non raggiunse la fase a eliminazione diretta.

###### 2002-2011: le tre finali perse, la Coppa America 2011 e il congedo

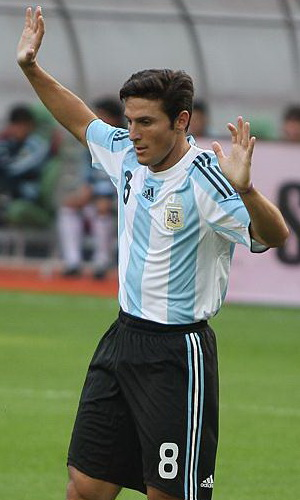
Zanetti impegnato in un'amichevole contro la nel 2009

Il 7 giugno 2003 Zanetti indossò per la prima volta la fascia da capitano della nazionale in una partita di Coppa Kirin contro il Giappone, in cui segnò anche una rete. L'anno successivo fu convocato per la Coppa America 2004 in Perù. La nazionale celeste perse la competizione in finale contro il Brasile, ai tiri di rigore (4-2 il finale). Zanetti prese parte anche alla Confederations Cup 2005, in cui Argentina e Brasile si affrontarono nuovamente in finale; il Brasile prevalse 4-1.
Nonostante Zanetti avesse giocato quasi tutte le gare di qualificazione al campionato del mondo 2006 e tutte quelle della Confederations Cup 2005, venne escluso da José Pekerman dall'elenco dei 23 convocati per la fase finale del mondiale. Tornò nel giro della nazionale sotto la guida di Alfio Basile, partecipando alla Coppa America 2007 in Venezuela. La Selección venne sconfitta in finale, a Maracaibo, ancora dal Brasile, che s'impose per 3-0.
Divenuto capitano dopo il congedo di Roberto Ayala, nel novembre 2007 Zanetti timbrò la sua 116ª presenza con la maglia dell'Argentina, superando il record di partite giocate per la nazionale albiceleste che apparteneva proprio ad Ayala. Mantenne la fascia fino al 2008, quando il nuovo CT Diego Armando Maradona preferì affidarla a Javier Mascherano.
Non convocato da Maradona per il campionato del mondo 2010, Zanetti fu inserito da Sergio Batista nella lista dei 23 convocati per la Coppa America 2011, disputata in casa. Per Zanetti fu la quarta partecipazione al torneo. La squadra venne eliminata ai quarti di finale dall'Uruguay, ai rigori. Zanetti in quell'occasione disputò la 22ª presenza in Coppa America, diventando il calciatore argentino con più presenze nella massima competizione continentale, staccando i connazionali José Salomón e Oscar Ruggeri. Fu l'ultima delle 145 partite di Zanetti con l'Argentina (138 da titolare); in totale ha giocato 12 329 minuti in nazionale, segnando 5 reti.

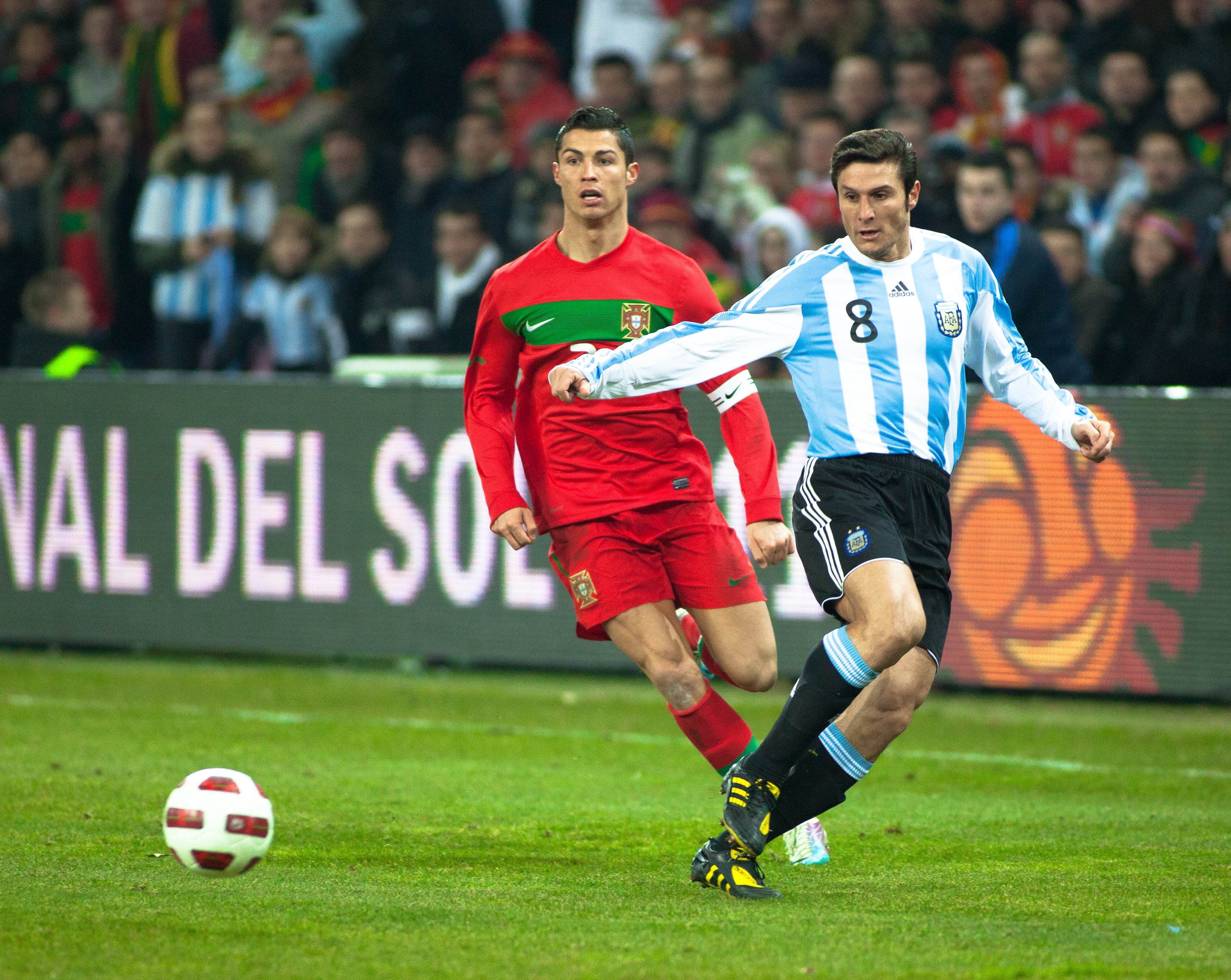
Zanetti inseguito da Cristiano Ronaldo durante una partita con il del 2011

##### Nazionale olimpica
Tra il 1995 e il 1996, Zanetti, oltre a giocare con la Nazionale maggiore, disputò alcuni incontri con la selezione olimpica.
Nel marzo del 1995, a Mar del Plata, in Argentina, si disputò la XII edizione dei Giochi panamericani, i giochi che vedono in competizione atleti dei paesi del continente americano. Nel calcio, la nazionale olimpica argentina arrivò fino alla finale contro il Messico, vincendo ai rigori. L'Argentina conquistò per la quarta volta l'oro panamericano, con Zanetti che disputò tutte le partite della competizione.
Tra il luglio e l'agosto del 1996 ad Atlanta si svolse la XXVI edizione dei Giochi olimpici, e venne disputato il ventiduesimo torneo olimpico di calcio. La nazionale olimpica argentina, sempre guidata dal commissario tecnico della nazionale maggiore Passarella, fu formata da calciatori giovani, ma con esperienza, e che poi diventeranno titolari della nazionale maggiore negli anni successivi, tra cui Zanetti. Il 3 agosto, ad Athens, si disputò la finale del XXVI torneo olimpico fra Argentina e Nigeria, vinta dagli africani per 3-2. La nazionale argentina si aggiudicò, quindi, la medaglia d'argento, la prima dopo quella ad Amsterdam del 1928.
Nel 2004 ebbe l'occasione di disputare da fuoriquota il torneo olimpico, che poi l'Argentina vinse, ma rifiutò la convocazione per allenarsi con l'Inter.
In totale, con la maglia della nazionale olimpica, Zanetti ha giocato 1080 minuti in 12 partite, tutte da titolare e senza mai essere sostituito.

### Dirigente
Dopo aver lasciato l'agonismo, nel 2014 è stato nominato vicepresidente dell'Inter da Erick Thohir, l'allora presidente del club.
Nella stagione 2020-2021 vince il suo primo scudetto da dirigente del club nerazzurro.

## Statistiche

### Presenze e reti nei club
Statistiche aggiornate al termine della carriera da calciatore.
| Stagione        | Squadra         | Campionato      | Campionato | Campionato | Coppe nazionali | Coppe nazionali | Coppe nazionali | Coppe continentali | Coppe continentali | Coppe continentali | Altre coppe | Altre coppe | Altre coppe | Totale | Totale |
| Stagione        | Squadra         | Comp            | Pres       | Reti       | Comp            | Pres            | Reti            | Comp               | Pres               | Reti               | Comp        | Pres        | Reti        | Pres   | Reti   |
| --------------- | --------------- | --------------- | ---------- | ---------- | --------------- | --------------- | --------------- | ------------------ | ------------------ | ------------------ | ----------- | ----------- | ----------- | ------ | ------ |
| 1992-1993       | Talleres        | PB              | 33         | 1          | -               | -               | -               | -                  | -                  | -                  | -           | -           | -           | 33     | 1      |
| 1993-1994       | Banfield        | A+C             | 19+18      | 1+0        | -               | -               | -               | -                  | -                  | -                  | -           | -           | -           | 37     | 1      |
| 1994-1995       | Banfield        | A+C             | 19+10      | 2+1        | -               | -               | -               | -                  | -                  | -                  | -           | -           | -           | 29     | 3      |
| Totale Banfield | Totale Banfield | Totale Banfield | 66         | 4          |                 | -               | -               |                    | -                  | -                  |             | -           | -           | 66     | 4      |
| 1995-1996       | Inter           | A               | 32         | 2          | CI              | 5               | 0               | CU                 | 2                  | 0                  | -           | -           | -           | 39     | 2      |
| 1996-1997       | Inter           | A               | 33         | 3          | CI              | 5               | 1               | CU                 | 12                 | 0                  | -           | -           | -           | 50     | 4      |
| 1997-1998       | Inter           | A               | 28         | 0          | CI              | 4               | 0               | CU                 | 9                  | 2                  | -           | -           | -           | 41     | 2      |
| 1998-1999       | Inter           | A               | 34         | 3          | CI              | 5+2             | 0+0             | UCL                | 9                  | 1                  | -           | -           | -           | 50     | 4      |
| 1999-2000       | Inter           | A               | 34+1       | 1+0        | CI              | 8               | 1               | -                  | -                  | -                  | -           | -           | -           | 43     | 2      |
| 2000-2001       | Inter           | A               | 29         | 0          | CI              | 1               | 0               | CU                 | 4                  | 0                  | -           | -           | -           | 34     | 0      |
| 2001-2002       | Inter           | A               | 33         | 0          | CI              | 1               | 1               | CU                 | 10                 | 1                  | -           | -           | -           | 44     | 2      |
| 2002-2003       | Inter           | A               | 34         | 1          | CI              | 1               | 0               | UCL                | 18                 | 0                  | -           | -           | -           | 53     | 1      |
| 2003-2004       | Inter           | A               | 34         | 0          | CI              | 5               | 0               | UCL+CU             | 6+6                | 0                  | -           | -           | -           | 51     | 0      |
| 2004-2005       | Inter           | A               | 35         | 0          | CI              | 3               | 0               | UCL                | 11                 | 0                  | -           | -           | -           | 49     | 0      |
| 2005-2006       | Inter           | A               | 25         | 0          | CI              | 5               | 0               | UCL                | 8                  | 0                  | SI          | 1           | 0           | 39     | 0      |
| 2006-2007       | Inter           | A               | 37         | 1          | CI              | 4               | 0               | UCL                | 8                  | 0                  | SI          | 1           | 0           | 50     | 1      |
| 2007-2008       | Inter           | A               | 38         | 1          | CI              | 4               | 0               | UCL                | 8                  | 0                  | SI          | 1           | 0           | 51     | 1      |
| 2008-2009       | Inter           | A               | 38         | 0          | CI              | 4               | 0               | UCL                | 8                  | 0                  | SI          | 1           | 0           | 51     | 0      |
| 2009-2010       | Inter           | A               | 37         | 0          | CI              | 4               | 0               | UCL                | 13                 | 0                  | SI          | 1           | 0           | 55     | 0      |
| 2010-2011       | Inter           | A               | 35         | 0          | CI              | 5               | 0               | UCL                | 8                  | 1                  | SI+SU+Cmc   | 1+1+2       | 0+0+1       | 52     | 2      |
| 2011-2012       | Inter           | A               | 34         | 0          | CI              | 2               | 0               | UCL                | 8                  | 0                  | SI          | 1           | 0           | 45     | 0      |
| 2012-2013       | Inter           | A               | 33         | 0          | CI              | 4               | 0               | UEL                | 11                 | 0                  | -           | -           | -           | 48     | 0      |
| 2013-2014       | Inter           | A               | 12         | 0          | CI              | 1               | 0               | -                  | -                  | -                  | -           | -           | -           | 13     | 0      |
| Totale Inter    | Totale Inter    | Totale Inter    | 615+1      | 12+0       |                 | 71+2            | 3+0             |                    | 159                | 5                  |             | 10          | 1           | 858    | 21     |
| Totale carriera | Totale carriera | Totale carriera | 714+1      | 17+0       |                 | 71+2            | 3+0             |                    | 159                | 5                  |             | 10          | 1           | 957    | 26     |

### Cronologia presenze e reti in nazionale
Vanta 145 presenze in nazionale, di cui 25 da capitano. Ha segnato 5 reti: 2 in amichevole, una in Kirin Cup, una al mondiale e una nelle qualificazioni mondiali.
A ciò vanno aggiunte 12 presenze nell'Argentina Olimpica.
| Cronologia completa delle presenze e delle reti in nazionale ― Argentina | Cronologia completa delle presenze e delle reti in nazionale ― Argentina | Cronologia completa delle presenze e delle reti in nazionale ― Argentina | Cronologia completa delle presenze e delle reti in nazionale ― Argentina | Cronologia completa delle presenze e delle reti in nazionale ― Argentina | Cronologia completa delle presenze e delle reti in nazionale ― Argentina | Cronologia completa delle presenze e delle reti in nazionale ― Argentina | Cronologia completa delle presenze e delle reti in nazionale ― Argentina |
| Data                                                                     | Città                                                                    | In casa                                                                  | Risultato                                                                | Ospiti                                                                   | Competizione                                                             | Reti                                                                     | Note                                                                     |
| ------------------------------------------------------------------------ | ------------------------------------------------------------------------ | ------------------------------------------------------------------------ | ------------------------------------------------------------------------ | ------------------------------------------------------------------------ | ------------------------------------------------------------------------ | ------------------------------------------------------------------------ | ------------------------------------------------------------------------ |
| 16-11-1994                                                               | Santiago del Cile                                                        | Cile                                                                     | 0 – 3                                                                    | Argentina                                                                | Amichevole                                                               | -                                                                        |                                                                          |
| 21-12-1994                                                               | Buenos Aires                                                             | Argentina                                                                | 1 – 0                                                                    | Romania                                                                  | Amichevole                                                               | -                                                                        | [ 219 ]                                                                  |
| 27-12-1994                                                               | Buenos Aires                                                             | Argentina                                                                | 1 – 0                                                                    | Jugoslavia                                                               | Amichevole                                                               | -                                                                        |                                                                          |
| 8-1-1995                                                                 | Riyad                                                                    | Argentina                                                                | 5 – 1                                                                    | Giappone                                                                 | Conf. Cup 1995 - 1º turno                                                | -                                                                        |                                                                          |
| 10-1-1995                                                                | Riyad                                                                    | Nigeria                                                                  | 0 – 0                                                                    | Argentina                                                                | Conf. Cup 1995 - 1º turno                                                | -                                                                        |                                                                          |
| 13-1-1995                                                                | Riyad                                                                    | Danimarca                                                                | 2 – 0                                                                    | Argentina                                                                | Conf. Cup 1995 - Finale                                                  | -                                                                        | 30’                                                                      |
| 14-2-1995                                                                | Mendoza                                                                  | Argentina                                                                | 4 – 1                                                                    | Bulgaria                                                                 | Amichevole                                                               | -                                                                        |                                                                          |
| 13-5-1995                                                                | Johannesburg                                                             | Sudafrica                                                                | 1 – 1                                                                    | Argentina                                                                | Mandela Cup                                                              | -                                                                        |                                                                          |
| 31-5-1995                                                                | Cordoba                                                                  | Argentina                                                                | 1 – 0                                                                    | Perù                                                                     | Copa Municipalidad de Córdoba                                            | -                                                                        |                                                                          |
| 14-6-1995                                                                | Rosario                                                                  | Argentina                                                                | 2 – 1                                                                    | Paraguay                                                                 | Amichevole                                                               | -                                                                        | [ 222 ]                                                                  |
| 22-6-1995                                                                | Mendoza                                                                  | Argentina                                                                | 6 – 0                                                                    | Slovacchia                                                               | Amichevole                                                               | 1                                                                        | [ 223 ]                                                                  |
| 30-6-1995                                                                | Quilmes                                                                  | Argentina                                                                | 2 – 0                                                                    | Australia                                                                | Copa Provincia de Buenos Aires                                           | -                                                                        |                                                                          |
| 8-7-1995                                                                 | Paysandú                                                                 | Argentina                                                                | 2 – 1                                                                    | Bolivia                                                                  | Coppa America 1995 - 1º turno                                            | -                                                                        |                                                                          |
| 11-7-1995                                                                | Paysandú                                                                 | Argentina                                                                | 4 – 0                                                                    | Cile                                                                     | Coppa America 1995 - 1º turno                                            | -                                                                        |                                                                          |
| 17-7-1995                                                                | Rivera                                                                   | Argentina                                                                | 2 – 2 dts (2 – 4 dtr)                                                    | Brasile                                                                  | Coppa America 1995 - Quarti di finale                                    | -                                                                        |                                                                          |
| 20-9-1995                                                                | Madrid                                                                   | Spagna                                                                   | 2 – 1                                                                    | Argentina                                                                | Amichevole                                                               | -                                                                        |                                                                          |
| 11-10-1995                                                               | Buenos Aires                                                             | Argentina                                                                | 0 – 0                                                                    | Colombia                                                                 | Amichevole                                                               | -                                                                        |                                                                          |
| 8-11-1995                                                                | Buenos Aires                                                             | Argentina                                                                | 0 – 1                                                                    | Brasile                                                                  | Copa 50imo Aniversario de Clarín                                         | -                                                                        |                                                                          |
| 24-4-1996                                                                | Buenos Aires                                                             | Argentina                                                                | 3 – 1                                                                    | Bolivia                                                                  | Qual. Mondiali 1998                                                      | -                                                                        |                                                                          |
| 2-6-1996                                                                 | Quito                                                                    | Ecuador                                                                  | 2 – 0                                                                    | Argentina                                                                | Qual. Mondiali 1998                                                      | -                                                                        |                                                                          |
| 20-6-1996                                                                | Tucumán                                                                  | Argentina                                                                | 2 – 0                                                                    | Polonia                                                                  | Amichevole                                                               | -                                                                        | [ 226 ]                                                                  |
| 7-7-1996                                                                 | Lima                                                                     | Perù                                                                     | 0 – 0                                                                    | Argentina                                                                | Qual. Mondiali 1998                                                      | -                                                                        |                                                                          |
| 1-9-1996                                                                 | Buenos Aires                                                             | Argentina                                                                | 1 – 1                                                                    | Paraguay                                                                 | Qual. Mondiali 1998                                                      | -                                                                        | 86’                                                                      |
| 15-12-1996                                                               | Buenos Aires                                                             | Argentina                                                                | 1 – 1                                                                    | Cile                                                                     | Qual. Mondiali 1998                                                      | -                                                                        |                                                                          |
| 6-7-1997                                                                 | Asunción                                                                 | Paraguay                                                                 | 1 – 2                                                                    | Argentina                                                                | Qual. Mondiali 1998                                                      | -                                                                        | 51’                                                                      |
| 20-7-1997                                                                | Buenos Aires                                                             | Argentina                                                                | 2 – 0                                                                    | Venezuela                                                                | Qual. Mondiali 1998                                                      | -                                                                        |                                                                          |
| 10-9-1997                                                                | Santiago del Cile                                                        | Cile                                                                     | 1 – 2                                                                    | Argentina                                                                | Qual. Mondiali 1998                                                      | -                                                                        | 86’                                                                      |
| 12-10-1997                                                               | Buenos Aires                                                             | Argentina                                                                | 0 – 0                                                                    | Uruguay                                                                  | Qual. Mondiali 1998                                                      | -                                                                        | 63’                                                                      |
| 29-4-1998                                                                | Rio de Janeiro                                                           | Brasile                                                                  | 0 – 1                                                                    | Argentina                                                                | Amichevole                                                               | -                                                                        |                                                                          |
| 14-5-1998                                                                | Cordoba                                                                  | Argentina                                                                | 5 – 0                                                                    | Bosnia ed Erzegovina                                                     | Amichevole                                                               | 1                                                                        |                                                                          |
| 19-5-1998                                                                | Mendoza                                                                  | Argentina                                                                | 1 – 0                                                                    | Cile                                                                     | Amichevole                                                               | -                                                                        |                                                                          |
| 25-5-1998                                                                | Buenos Aires                                                             | Argentina                                                                | 2 – 0                                                                    | Sudafrica                                                                | Amichevole                                                               | -                                                                        |                                                                          |
| 14-6-1998                                                                | Tolosa                                                                   | Argentina                                                                | 1 – 0                                                                    | Giappone                                                                 | Mondiali 1998 - 1º turno                                                 | -                                                                        |                                                                          |
| 21-6-1998                                                                | Parigi                                                                   | Argentina                                                                | 5 – 0                                                                    | Giamaica                                                                 | Mondiali 1998 - 1º turno                                                 | -                                                                        |                                                                          |
| 26-6-1998                                                                | Bordeaux                                                                 | Argentina                                                                | 1 – 0                                                                    | Croazia                                                                  | Mondiali 1998 - 1º turno                                                 | -                                                                        | 67’                                                                      |
| 30-6-1998                                                                | Saint-Etienne                                                            | Argentina                                                                | 2 – 2 dts (4 – 3 dtr)                                                    | Inghilterra                                                              | Mondiali 1998 - Ottavi di finale                                         | 1                                                                        |                                                                          |
| 4-7-1998                                                                 | Marsiglia                                                                | Paesi Bassi                                                              | 2 – 1                                                                    | Argentina                                                                | Mondiali 1998 - Quarti di finale                                         | -                                                                        |                                                                          |
| 31-3-1999                                                                | Amsterdam                                                                | Paesi Bassi                                                              | 1 – 1                                                                    | Argentina                                                                | Amichevole                                                               | -                                                                        |                                                                          |
| 9-6-1999                                                                 | Chicago                                                                  | Messico                                                                  | 2 – 2                                                                    | Argentina                                                                | Amichevole                                                               | -                                                                        |                                                                          |
| 13-6-1999                                                                | Washington                                                               | Stati Uniti                                                              | 1 – 0                                                                    | Argentina                                                                | Amichevole                                                               | -                                                                        |                                                                          |
| 26-6-1999                                                                | Buenos Aires                                                             | Argentina                                                                | 0 – 0                                                                    | Lituania                                                                 | Amichevole                                                               | -                                                                        |                                                                          |
| 1-7-1999                                                                 | Luque                                                                    | Argentina                                                                | 3 – 1                                                                    | Ecuador                                                                  | Coppa America 1999 - 1º turno                                            | -                                                                        |                                                                          |
| 4-7-1999                                                                 | Luque                                                                    | Argentina                                                                | 0 – 3                                                                    | Colombia                                                                 | Coppa America 1999 - 1º turno                                            | -                                                                        | 68’                                                                      |
| 11-7-1999                                                                | Ciudad del Este                                                          | Brasile                                                                  | 2 – 1                                                                    | Argentina                                                                | Coppa America 1999 - Quarti di finale                                    | -                                                                        |                                                                          |
| 4-9-1999                                                                 | Buenos Aires                                                             | Argentina                                                                | 2 – 0                                                                    | Brasile                                                                  | Copa Zero Hora                                                           | -                                                                        |                                                                          |
| 7-9-1999                                                                 | Porto Alegre                                                             | Brasile                                                                  | 4 – 2                                                                    | Argentina                                                                | Copa Zero Hora                                                           | -                                                                        |                                                                          |
| 13-10-1999                                                               | Cordoba                                                                  | Argentina                                                                | 2 – 0                                                                    | Colombia                                                                 | Amichevole                                                               | -                                                                        |                                                                          |
| 17-11-1999                                                               | Siviglia                                                                 | Spagna                                                                   | 0 – 2                                                                    | Argentina                                                                | Amichevole                                                               | -                                                                        |                                                                          |
| 23-2-2000                                                                | Londra                                                                   | Inghilterra                                                              | 0 – 0                                                                    | Argentina                                                                | Amichevole                                                               | -                                                                        |                                                                          |
| 29-3-2000                                                                | Buenos Aires                                                             | Argentina                                                                | 4 – 1                                                                    | Cile                                                                     | Qual. Mondiali 2002                                                      | -                                                                        |                                                                          |
| 26-4-2000                                                                | Maracaibo                                                                | Venezuela                                                                | 0 – 4                                                                    | Argentina                                                                | Qual. Mondiali 2002                                                      | -                                                                        | 66’                                                                      |
| 4-6-2000                                                                 | Buenos Aires                                                             | Argentina                                                                | 1 – 0                                                                    | Bolivia                                                                  | Qual. Mondiali 2002                                                      | -                                                                        | 72’                                                                      |
| 29-6-2000                                                                | Bogotà                                                                   | Colombia                                                                 | 1 – 3                                                                    | Argentina                                                                | Qual. Mondiali 2002                                                      | -                                                                        |                                                                          |
| 19-7-2000                                                                | Buenos Aires                                                             | Argentina                                                                | 2 – 0                                                                    | Ecuador                                                                  | Qual. Mondiali 2002                                                      | -                                                                        |                                                                          |
| 26-7-2000                                                                | San Paolo                                                                | Brasile                                                                  | 3 – 1                                                                    | Argentina                                                                | Qual. Mondiali 2002                                                      | -                                                                        | 38’                                                                      |
| 28-2-2001                                                                | Roma                                                                     | Italia                                                                   | 1 – 2                                                                    | Argentina                                                                | Amichevole                                                               | -                                                                        |                                                                          |
| 28-3-2001                                                                | Buenos Aires                                                             | Argentina                                                                | 5 – 0                                                                    | Venezuela                                                                | Qual. Mondiali 2002                                                      | -                                                                        | 62’                                                                      |
| 25-4-2001                                                                | La Paz                                                                   | Bolivia                                                                  | 3 – 3                                                                    | Argentina                                                                | Qual. Mondiali 2002                                                      | -                                                                        | 60’                                                                      |
| 3-6-2001                                                                 | Buenos Aires                                                             | Argentina                                                                | 3 – 0                                                                    | Colombia                                                                 | Qual. Mondiali 2002                                                      | -                                                                        |                                                                          |
| 15-8-2001                                                                | Quito                                                                    | Ecuador                                                                  | 0 – 2                                                                    | Argentina                                                                | Qual. Mondiali 2002                                                      | -                                                                        |                                                                          |
| 5-9-2001                                                                 | Buenos Aires                                                             | Argentina                                                                | 2 – 1                                                                    | Brasile                                                                  | Qual. Mondiali 2002                                                      | -                                                                        |                                                                          |
| 7-10-2001                                                                | Asunción                                                                 | Paraguay                                                                 | 2 – 2                                                                    | Argentina                                                                | Qual. Mondiali 2002                                                      | -                                                                        |                                                                          |
| 8-11-2001                                                                | Buenos Aires                                                             | Argentina                                                                | 2 – 0                                                                    | Perù                                                                     | Qual. Mondiali 2002                                                      | -                                                                        |                                                                          |
| 14-11-2001                                                               | Montevideo                                                               | Uruguay                                                                  | 1 – 1                                                                    | Argentina                                                                | Qual. Mondiali 2002                                                      | -                                                                        |                                                                          |
| 27-3-2002                                                                | Ginevra                                                                  | Argentina                                                                | 2 – 2                                                                    | Camerun                                                                  | Amichevole                                                               | -                                                                        | 46’                                                                      |
| 17-4-2002                                                                | Stoccarda                                                                | Germania                                                                 | 0 – 1                                                                    | Argentina                                                                | Amichevole                                                               | -                                                                        |                                                                          |
| 2-6-2002                                                                 | Kashima                                                                  | Argentina                                                                | 1 – 0                                                                    | Nigeria                                                                  | Mondiali 2002 - 1º turno                                                 | -                                                                        |                                                                          |
| 7-6-2002                                                                 | Sapporo                                                                  | Argentina                                                                | 0 – 1                                                                    | Inghilterra                                                              | Mondiali 2002 - 1º turno                                                 | -                                                                        |                                                                          |
| 12-6-2002                                                                | Rifu                                                                     | Svezia                                                                   | 1 – 1                                                                    | Argentina                                                                | Mondiali 2002 - 1º turno                                                 | -                                                                        |                                                                          |
| 20-11-2002                                                               | Saitama                                                                  | Giappone                                                                 | 0 – 2                                                                    | Argentina                                                                | Amichevole                                                               | -                                                                        |                                                                          |
| 12-2-2003                                                                | Amsterdam                                                                | Paesi Bassi                                                              | 1 – 0                                                                    | Argentina                                                                | Amichevole                                                               | -                                                                        |                                                                          |
| 8-6-2003                                                                 | Osaka                                                                    | Giappone                                                                 | 1 – 4                                                                    | Argentina                                                                | Kirin Cup 2003                                                           | 1                                                                        | cap.                                                                     |
| 11-6-2003                                                                | Seul                                                                     | Corea del Sud                                                            | 0 – 1                                                                    | Argentina                                                                | Amichevole                                                               | -                                                                        | cap.                                                                     |
| 20-8-2003                                                                | Firenze                                                                  | Argentina                                                                | 3 – 2                                                                    | Uruguay                                                                  | Amichevole                                                               | -                                                                        |                                                                          |
| 6-9-2003                                                                 | Buenos Aires                                                             | Argentina                                                                | 2 – 2                                                                    | Cile                                                                     | Qual. Mondiali 2006                                                      | -                                                                        |                                                                          |
| 9-9-2003                                                                 | Caracas                                                                  | Venezuela                                                                | 0 – 3                                                                    | Argentina                                                                | Qual. Mondiali 2006                                                      | -                                                                        |                                                                          |
| 15-11-2003                                                               | Buenos Aires                                                             | Argentina                                                                | 3 – 0                                                                    | Bolivia                                                                  | Qual. Mondiali 2006                                                      | -                                                                        |                                                                          |
| 19-11-2003                                                               | Barranquilla                                                             | Colombia                                                                 | 1 – 1                                                                    | Argentina                                                                | Qual. Mondiali 2006                                                      | -                                                                        |                                                                          |
| 28-4-2004                                                                | Casablanca                                                               | Marocco                                                                  | 0 – 1                                                                    | Argentina                                                                | Amichevole                                                               | -                                                                        |                                                                          |
| 2-6-2004                                                                 | Belo Horizonte                                                           | Brasile                                                                  | 3 – 1                                                                    | Argentina                                                                | Qual. Mondiali 2006                                                      | -                                                                        | cap. 81’                                                                 |
| 27-6-2004                                                                | Miami                                                                    | Argentina                                                                | 0 – 2                                                                    | Colombia                                                                 | Amichevole                                                               | -                                                                        | 20’                                                                      |
| 30-6-2004                                                                | East Rutherford                                                          | Argentina                                                                | 2 – 1                                                                    | Perù                                                                     | Amichevole                                                               | -                                                                        |                                                                          |
| 7-7-2004                                                                 | Chiclayo                                                                 | Argentina                                                                | 6 – 1                                                                    | Ecuador                                                                  | Coppa America 2004 - 1º turno                                            | -                                                                        |                                                                          |
| 10-7-2004                                                                | Chiclayo                                                                 | Argentina                                                                | 0 – 1                                                                    | Messico                                                                  | Coppa America 2004 - 1º turno                                            | -                                                                        | 45’                                                                      |
| 13-7-2004                                                                | Piura                                                                    | Argentina                                                                | 4 – 1                                                                    | Uruguay                                                                  | Coppa America 2004 - 1º turno                                            | -                                                                        |                                                                          |
| 17-7-2004                                                                | Chiclayo                                                                 | Perù                                                                     | 0 – 1                                                                    | Argentina                                                                | Coppa America 2004 - Quarti di finale                                    | -                                                                        |                                                                          |
| 20-7-2004                                                                | Lima                                                                     | Argentina                                                                | 3 – 0                                                                    | Colombia                                                                 | Coppa America 2004 - Semifinale                                          | -                                                                        | cap.                                                                     |
| 25-7-2004                                                                | Lima                                                                     | Argentina                                                                | 2 – 2 dts (2 – 4 dtr)                                                    | Brasile                                                                  | Coppa America 2004 - Finale                                              | -                                                                        | [ 228 ]                                                                  |
| 4-9-2004                                                                 | Lima                                                                     | Perù                                                                     | 1 – 3                                                                    | Argentina                                                                | Qual. Mondiali 2006                                                      | -                                                                        | cap.                                                                     |
| 9-10-2004                                                                | Buenos Aires                                                             | Argentina                                                                | 4 – 2                                                                    | Uruguay                                                                  | Qual. Mondiali 2006                                                      | 1                                                                        |                                                                          |
| 13-10-2004                                                               | Santiago del Cile                                                        | Cile                                                                     | 0 – 0                                                                    | Argentina                                                                | Qual. Mondiali 2006                                                      | -                                                                        |                                                                          |
| 17-11-2004                                                               | Buenos Aires                                                             | Argentina                                                                | 3 – 2                                                                    | Venezuela                                                                | Qual. Mondiali 2006                                                      | -                                                                        | 75’                                                                      |
| 9-2-2005                                                                 | Düsseldorf                                                               | Germania                                                                 | 2 – 2                                                                    | Argentina                                                                | Amichevole                                                               | -                                                                        |                                                                          |
| 30-3-2005                                                                | Buenos Aires                                                             | Argentina                                                                | 1 – 0                                                                    | Colombia                                                                 | Qual. Mondiali 2006                                                      | -                                                                        |                                                                          |
| 4-6-2005                                                                 | Quito                                                                    | Ecuador                                                                  | 2 – 0                                                                    | Argentina                                                                | Qual. Mondiali 2006                                                      | -                                                                        | cap.                                                                     |
| 8-6-2005                                                                 | Buenos Aires                                                             | Argentina                                                                | 3 – 1                                                                    | Brasile                                                                  | Qual. Mondiali 2006                                                      | -                                                                        | 71’                                                                      |
| 15-6-2005                                                                | Colonia                                                                  | Argentina                                                                | 2 – 1                                                                    | Tunisia                                                                  | Conf. Cup 2005 - 1º turno                                                | -                                                                        | cap. 79’                                                                 |
| 18-6-2005                                                                | Norimberga                                                               | Australia                                                                | 2 – 4                                                                    | Argentina                                                                | Conf. Cup 2005 - 1º turno                                                | -                                                                        |                                                                          |
| 21-6-2005                                                                | Norimberga                                                               | Argentina                                                                | 2 – 2                                                                    | Germania                                                                 | Conf. Cup 2005 - 1º turno                                                | -                                                                        |                                                                          |
| 26-6-2005                                                                | Hannover                                                                 | Messico                                                                  | 1 – 1 dts (5 – 6 dtr)                                                    | Argentina                                                                | Conf. Cup 2005 - Semifinale                                              | -                                                                        |                                                                          |
| 29-6-2005                                                                | Francoforte                                                              | Brasile                                                                  | 4 – 1                                                                    | Argentina                                                                | Conf. Cup 2005 - Finale                                                  | -                                                                        | [ 228 ]                                                                  |
| 12-11-2005                                                               | Ginevra                                                                  | Argentina                                                                | 2 – 3                                                                    | Inghilterra                                                              | Amichevole                                                               | -                                                                        |                                                                          |
| 7-2-2007                                                                 | Parigi                                                                   | Francia                                                                  | 0 – 1                                                                    | Argentina                                                                | Amichevole                                                               | -                                                                        |                                                                          |
| 2-6-2007                                                                 | Basilea                                                                  | Svizzera                                                                 | 1 – 1                                                                    | Argentina                                                                | Amichevole                                                               | -                                                                        |                                                                          |
| 5-6-2007                                                                 | Barcellona                                                               | Argentina                                                                | 4 – 3                                                                    | Algeria                                                                  | Amichevole                                                               | -                                                                        |                                                                          |
| 28-6-2007                                                                | Maracaibo                                                                | Argentina                                                                | 4 – 1                                                                    | Stati Uniti                                                              | Coppa America 2007 - 1º turno                                            | -                                                                        |                                                                          |
| 2-7-2007                                                                 | Maracaibo                                                                | Argentina                                                                | 4 – 2                                                                    | Colombia                                                                 | Coppa America 2007 - 1º turno                                            | -                                                                        |                                                                          |
| 5-7-2007                                                                 | Barquisimeto                                                             | Argentina                                                                | 1 – 0                                                                    | Paraguay                                                                 | Coppa America 2007 - 1º turno                                            | -                                                                        | cap.                                                                     |
| 8-7-2007                                                                 | Barquisimeto                                                             | Argentina                                                                | 4 – 0                                                                    | Perù                                                                     | Coppa America 2007 - Quarti di finale                                    | -                                                                        |                                                                          |
| 11-7-2007                                                                | Puerto Ordaz                                                             | Messico                                                                  | 0 – 3                                                                    | Argentina                                                                | Coppa America 2007 - Semifinale                                          | -                                                                        |                                                                          |
| 15-7-2007                                                                | Maracaibo                                                                | Brasile                                                                  | 3 – 0                                                                    | Argentina                                                                | Coppa America 2007 - Finale                                              | -                                                                        | [ 229 ]                                                                  |
| 22-8-2007                                                                | Oslo                                                                     | Norvegia                                                                 | 2 – 1                                                                    | Argentina                                                                | Amichevole                                                               | -                                                                        | cap.                                                                     |
| 11-9-2007                                                                | Melbourne                                                                | Australia                                                                | 0 – 1                                                                    | Argentina                                                                | Amichevole                                                               | -                                                                        | cap.                                                                     |
| 13-10-2007                                                               | Buenos Aires                                                             | Argentina                                                                | 2 – 0                                                                    | Cile                                                                     | Qual. Mondiali 2010                                                      | -                                                                        | cap.                                                                     |
| 16-10-2007                                                               | Maracaibo                                                                | Venezuela                                                                | 0 – 2                                                                    | Argentina                                                                | Qual. Mondiali 2010                                                      | -                                                                        | cap.                                                                     |
| 17-11-2007                                                               | Buenos Aires                                                             | Argentina                                                                | 3 – 0                                                                    | Bolivia                                                                  | Qual. Mondiali 2010                                                      | -                                                                        | cap.                                                                     |
| 21-11-2007                                                               | Bogotà                                                                   | Colombia                                                                 | 2 – 1                                                                    | Argentina                                                                | Qual. Mondiali 2010                                                      | -                                                                        | cap.                                                                     |
| 26-3-2008                                                                | Il Cairo                                                                 | Egitto                                                                   | 0 – 2                                                                    | Argentina                                                                | Amichevole                                                               | -                                                                        | cap.                                                                     |
| 4-6-2008                                                                 | San Diego                                                                | Argentina                                                                | 4 – 1                                                                    | Messico                                                                  | Amichevole                                                               | -                                                                        | cap.                                                                     |
| 8-6-2008                                                                 | San Diego                                                                | Stati Uniti                                                              | 0 – 0                                                                    | Argentina                                                                | Amichevole                                                               | -                                                                        | 77’ cap.                                                                 |
| 15-6-2008                                                                | Buenos Aires                                                             | Argentina                                                                | 1 – 1                                                                    | Ecuador                                                                  | Qual. Mondiali 2010                                                      | -                                                                        | cap.                                                                     |
| 18-6-2008                                                                | Belo Horizonte                                                           | Brasile                                                                  | 0 – 0                                                                    | Argentina                                                                | Qual. Mondiali 2010                                                      | -                                                                        | cap.                                                                     |
| 20-8-2008                                                                | Minsk                                                                    | Bielorussia                                                              | 0 – 0                                                                    | Argentina                                                                | Amichevole                                                               | -                                                                        | cap.                                                                     |
| 6-9-2008                                                                 | Buenos Aires                                                             | Argentina                                                                | 1 – 1                                                                    | Paraguay                                                                 | Qual. Mondiali 2010                                                      | -                                                                        | cap.                                                                     |
| 10-9-2008                                                                | Lima                                                                     | Perù                                                                     | 1 – 1                                                                    | Argentina                                                                | Qual. Mondiali 2010                                                      | -                                                                        | cap.                                                                     |
| 11-10-2008                                                               | Buenos Aires                                                             | Argentina                                                                | 2 – 1                                                                    | Uruguay                                                                  | Qual. Mondiali 2010                                                      | -                                                                        | cap.                                                                     |
| 15-10-2008                                                               | Santiago del Cile                                                        | Cile                                                                     | 1 – 0                                                                    | Argentina                                                                | Qual. Mondiali 2010                                                      | -                                                                        | cap. 72’                                                                 |
| 19-11-2008                                                               | Glasgow                                                                  | Scozia                                                                   | 0 – 1                                                                    | Argentina                                                                | Amichevole                                                               | -                                                                        |                                                                          |
| 11-2-2009                                                                | Marsiglia                                                                | Francia                                                                  | 0 – 2                                                                    | Argentina                                                                | Amichevole                                                               | -                                                                        |                                                                          |
| 28-3-2009                                                                | Buenos Aires                                                             | Argentina                                                                | 4 – 0                                                                    | Venezuela                                                                | Qual. Mondiali 2010                                                      | -                                                                        |                                                                          |
| 1-4-2009                                                                 | La Paz                                                                   | Bolivia                                                                  | 6 – 1                                                                    | Argentina                                                                | Qual. Mondiali 2010                                                      | -                                                                        |                                                                          |
| 6-6-2009                                                                 | Buenos Aires                                                             | Argentina                                                                | 1 – 0                                                                    | Colombia                                                                 | Qual. Mondiali 2010                                                      | -                                                                        | 46’                                                                      |
| 10-6-2009                                                                | Quito                                                                    | Ecuador                                                                  | 2 – 0                                                                    | Argentina                                                                | Qual. Mondiali 2010                                                      | -                                                                        | cap. dall'82'                                                            |
| 12-8-2009                                                                | Mosca                                                                    | Russia                                                                   | 2 – 3                                                                    | Argentina                                                                | Amichevole                                                               | -                                                                        |                                                                          |
| 5-9-2009                                                                 | Rosario                                                                  | Argentina                                                                | 1 – 3                                                                    | Brasile                                                                  | Qual. Mondiali 2010                                                      | -                                                                        |                                                                          |
| 9-9-2009                                                                 | Asunción                                                                 | Paraguay                                                                 | 1 – 0                                                                    | Argentina                                                                | Qual. Mondiali 2010                                                      | -                                                                        |                                                                          |
| 7-9-2010                                                                 | Buenos Aires                                                             | Argentina                                                                | 4 – 1                                                                    | Spagna                                                                   | Amichevole                                                               | -                                                                        |                                                                          |
| 17-11-2010                                                               | Doha                                                                     | Argentina                                                                | 1 – 0                                                                    | Brasile                                                                  | Amichevole                                                               | -                                                                        |                                                                          |
| 9-2-2011                                                                 | Ginevra                                                                  | Portogallo                                                               | 1 – 2                                                                    | Argentina                                                                | Amichevole                                                               | -                                                                        | 61’                                                                      |
| 26-3-2011                                                                | East Rutherford                                                          | Stati Uniti                                                              | 1 – 1                                                                    | Argentina                                                                | Amichevole                                                               | -                                                                        |                                                                          |
| 20-6-2011                                                                | Buenos Aires                                                             | Argentina                                                                | 4 – 0                                                                    | Albania                                                                  | Amichevole                                                               | -                                                                        |                                                                          |
| 1-7-2011                                                                 | La Plata                                                                 | Argentina                                                                | 1 – 1                                                                    | Bolivia                                                                  | Coppa America 2011 - 1º turno                                            | -                                                                        |                                                                          |
| 6-7-2011                                                                 | Santa Fe                                                                 | Argentina                                                                | 0 – 0                                                                    | Colombia                                                                 | Coppa America 2011 - 1º turno                                            | -                                                                        |                                                                          |
| 11-7-2011                                                                | Córdoba                                                                  | Argentina                                                                | 3 – 0                                                                    | Costa Rica                                                               | Coppa America 2011 - 1º turno                                            | -                                                                        | 37’                                                                      |
| 16-7-2011                                                                | Santa Fe                                                                 | Argentina                                                                | 1 – 1 dts (4 – 5 dtr)                                                    | Uruguay                                                                  | Coppa America 2011 - Quarti di finale                                    | -                                                                        |                                                                          |
| Totale                                                                   |                                                                          | Presenze (3º posto)                                                      | 145                                                                      |                                                                          | Reti                                                                     | 5                                                                        |                                                                          |

| Cronologia completa delle presenze e delle reti in nazionale (partite non ufficiali) ― Argentina | Cronologia completa delle presenze e delle reti in nazionale (partite non ufficiali) ― Argentina | Cronologia completa delle presenze e delle reti in nazionale (partite non ufficiali) ― Argentina | Cronologia completa delle presenze e delle reti in nazionale (partite non ufficiali) ― Argentina | Cronologia completa delle presenze e delle reti in nazionale (partite non ufficiali) ― Argentina | Cronologia completa delle presenze e delle reti in nazionale (partite non ufficiali) ― Argentina | Cronologia completa delle presenze e delle reti in nazionale (partite non ufficiali) ― Argentina | Cronologia completa delle presenze e delle reti in nazionale (partite non ufficiali) ― Argentina |
| Data                                                                                             | Città                                                                                            | In casa                                                                                          | Risultato                                                                                        | Ospiti                                                                                           | Competizione                                                                                     | Reti                                                                                             | Note                                                                                             |
| ------------------------------------------------------------------------------------------------ | ------------------------------------------------------------------------------------------------ | ------------------------------------------------------------------------------------------------ | ------------------------------------------------------------------------------------------------ | ------------------------------------------------------------------------------------------------ | ------------------------------------------------------------------------------------------------ | ------------------------------------------------------------------------------------------------ | ------------------------------------------------------------------------------------------------ |
| 14-11-1999                                                                                       | Barcellona                                                                                       | Espanyol                                                                                         | 2 – 0                                                                                            | Argentina                                                                                        | Amichevole                                                                                       | -                                                                                                | 61’                                                                                              |
| 10-11-2001                                                                                       | Buenos Aires                                                                                     | Argentina                                                                                        | 6 – 3                                                                                            | Resto del Mondo                                                                                  | Amichevole                                                                                       | -                                                                                                | 46’                                                                                              |
| 23-5-2002                                                                                        | Naraha                                                                                           | Kashima Antlers                                                                                  | 1 – 5                                                                                            | Argentina                                                                                        | Amichevole                                                                                       | -                                                                                                | cap. 46’                                                                                         |
| Totale                                                                                           |                                                                                                  | Presenze                                                                                         | 3                                                                                                |                                                                                                  | Reti                                                                                             | 0                                                                                                |                                                                                                  |

| Cronologia completa delle presenze e delle reti in nazionale ― Argentina Olimpica | Cronologia completa delle presenze e delle reti in nazionale ― Argentina Olimpica | Cronologia completa delle presenze e delle reti in nazionale ― Argentina Olimpica | Cronologia completa delle presenze e delle reti in nazionale ― Argentina Olimpica | Cronologia completa delle presenze e delle reti in nazionale ― Argentina Olimpica | Cronologia completa delle presenze e delle reti in nazionale ― Argentina Olimpica | Cronologia completa delle presenze e delle reti in nazionale ― Argentina Olimpica | Cronologia completa delle presenze e delle reti in nazionale ― Argentina Olimpica |
| Data                                                                              | Città                                                                             | In casa                                                                           | Risultato                                                                         | Ospiti                                                                            | Competizione                                                                      | Reti                                                                              | Note                                                                              |
| --------------------------------------------------------------------------------- | --------------------------------------------------------------------------------- | --------------------------------------------------------------------------------- | --------------------------------------------------------------------------------- | --------------------------------------------------------------------------------- | --------------------------------------------------------------------------------- | --------------------------------------------------------------------------------- | --------------------------------------------------------------------------------- |
| 12-3-1995                                                                         | Mar del Plata                                                                     | Argentina olimpica                                                                | 3 – 0                                                                             | Stati Uniti olimpica                                                              | Giochi Panamericani 1995 - 1º turno                                               | -                                                                                 |                                                                                   |
| 14-3-1995                                                                         | Mar del Plata                                                                     | Argentina olimpica                                                                | 2 – 2                                                                             | Honduras olimpica                                                                 | Giochi Panamericani 1995 - 1º turno                                               | -                                                                                 |                                                                                   |
| 16-3-1995                                                                         | Mar del Plata                                                                     | Argentina olimpica                                                                | 1 – 0                                                                             | Paraguay olimpica                                                                 | Giochi Panamericani 1995 - 1º turno                                               | -                                                                                 |                                                                                   |
| 18-3-1995                                                                         | Mar del Plata                                                                     | Argentina olimpica                                                                | 1 – 0                                                                             | Cile olimpica                                                                     | Giochi Panamericani 1995 - Quarti di finale                                       | -                                                                                 |                                                                                   |
| 21-3-1995                                                                         | Mar del Plata                                                                     | Argentina olimpica                                                                | 3 – 2                                                                             | Honduras olimpica                                                                 | Giochi Panamericani 1995 - Semifinale                                             | -                                                                                 |                                                                                   |
| 24-3-1995                                                                         | Mar del Plata                                                                     | Argentina olimpica                                                                | 0 – 0 d.t.r. (5 – 4 d.c.r.)                                                       | Messico olimpica                                                                  | Giochi Panamericani 1995 - Finale                                                 | -                                                                                 | [ 235 ]                                                                           |
| 20-7-1996                                                                         | Birmingham                                                                        | Stati Uniti olimpica                                                              | 1 – 3                                                                             | Argentina olimpica                                                                | Olimpiadi 1996 - 1º turno                                                         | -                                                                                 |                                                                                   |
| 22-7-1996                                                                         | Washington                                                                        | Argentina olimpica                                                                | 1 – 1                                                                             | Portogallo olimpica                                                               | Olimpiadi 1996 - 1º turno                                                         | -                                                                                 |                                                                                   |
| 24-7-1996                                                                         | Birmingham                                                                        | Argentina olimpica                                                                | 1 – 1                                                                             | Tunisia olimpica                                                                  | Olimpiadi 1996 - 1º turno                                                         | -                                                                                 |                                                                                   |
| 27-7-1996                                                                         | Birmingham                                                                        | Argentina olimpica                                                                | 4 – 0                                                                             | Spagna olimpica                                                                   | Olimpiadi 1996 - Quarti di finale                                                 | -                                                                                 |                                                                                   |
| 30-7-1996                                                                         | Athens                                                                            | Argentina olimpica                                                                | 2 – 0                                                                             | Portogallo olimpica                                                               | Olimpiadi 1996 - Semifinale                                                       | -                                                                                 |                                                                                   |
| 3-8-1996                                                                          | Athens                                                                            | Nigeria olimpica                                                                  | 3 – 2                                                                             | Argentina olimpica                                                                | Olimpiadi 1996 - Finale                                                           | -                                                                                 | [ 236 ]                                                                           |
| Totale                                                                            |                                                                                   | Presenze                                                                          | 12                                                                                |                                                                                   | Reti                                                                              | 0                                                                                 |                                                                                   |

| Cronologia completa delle presenze e delle reti in nazionale (partite non ufficiali) ― Argentina Olimpica | Cronologia completa delle presenze e delle reti in nazionale (partite non ufficiali) ― Argentina Olimpica | Cronologia completa delle presenze e delle reti in nazionale (partite non ufficiali) ― Argentina Olimpica | Cronologia completa delle presenze e delle reti in nazionale (partite non ufficiali) ― Argentina Olimpica | Cronologia completa delle presenze e delle reti in nazionale (partite non ufficiali) ― Argentina Olimpica | Cronologia completa delle presenze e delle reti in nazionale (partite non ufficiali) ― Argentina Olimpica | Cronologia completa delle presenze e delle reti in nazionale (partite non ufficiali) ― Argentina Olimpica | Cronologia completa delle presenze e delle reti in nazionale (partite non ufficiali) ― Argentina Olimpica |
| Data | Città | In casa                                                                                                   | Risultato                                                                                                 | Ospiti | Competizione                                                                                              | Reti | Note |
| --- | --- | --- | --- | --- | --- | --- | --- |
| 2-3-1995                                                                                                  | Mar del Plata                                                                                             | Argentina olimpica                                                                                        | 3 – 0 | Paraguay olimpica                                                                                         | Copa Mercosur - Semifinale                                                                                | - | |
| Totale | | Presenze                                                                                                  | 1 | | Reti | 0 | |

### Record
- Giocatore straniero con più presenze in Serie A, 615.[239][240]
- Giocatore extra europeo con più presenze nelle competizioni UEFA per club, 160.[241]
- Giocatore con più presenze in Champions League da capitano, 82.[173][242]
- Marcatore più anziano della Coppa del mondo per club FIFA, in Seongnam-Inter 0-3, a 37 anni e 127 giorni.[243]

#### Nell'Inter
- Giocatore con più presenze, 858.[244]
- Giocatore con più minuti giocati, 73 284.[180]
- Giocatore con più presenze in Serie A, 615, più 3 spareggi.[244]
- Giocatore con più presenze in Supercoppa italiana, 7.[244]
- Giocatore con più presenze nelle competizioni UEFA per club, 160.[244][245]
- Giocatore con più presenze in UEFA Champions League, 97 più 8 nei preliminari.
- Giocatore con più presenze consecutive tra Serie A e Champions League, 167 gare da Milan-Inter 3-4 del 28 ottobre 2006 a Inter-Cska Mosca del 31 marzo 2010.[246]
- Giocatore con più presenze nei derby di Milano, 47.[171]
- Giocatore più anziano a giocare in Serie A, a 40 anni e 282 giorni.[247]
- Marcatore più anziano della UEFA Champions League, in Inter-Tottenham 4-3, a 37 anni e 71 giorni.[248]
- Marcatore più anziano della Coppa del mondo per club FIFA, in Seongnam-Inter 0-3, a 37 anni e 127 giorni.[243]
- Giocatore con più stagioni da capitano[249] (13, dalla 2001-2002 alla 2013-2014[15]).
- Giocatore più vincente della storia dell'Inter, con 16 trofei conquistati: 5 Campionati italiani, 4 Coppe Italia, 4 Supercoppe italiane, 1 Champions League, 1 Coppa UEFA e 1 Coppa del mondo per club.[250]
- Capitano più vincente della storia dell'Inter, con 15 trofei conquistati: 5 Campionati italiani, 4 Coppe Italia, 4 Supercoppe italiane, 1 Champions League e 1 Coppa del mondo per club.[251]

#### Nella nazionale argentina
- Terzo giocatore con più presenze, 145.[206][252]
- Giocatore con più presenze in Confederations Cup, 8.[18]

## Palmarès

### Club

#### Competizioni nazionali
- Coppa Italia: 4

Inter: 2004-2005, 2005-2006, 2009-2010, 2010-2011
- Supercoppa italiana: 4

Inter: 2005, 2006, 2008, 2010
- Campionato italiano: 5

Inter: 2005-2006, 2006-2007, 2007-2008, 2008-2009, 2009-2010

#### Competizioni internazionali
- Coppa UEFA: 1

Inter: 1997-1998
- UEFA Champions League: 1

Inter: 2009-2010
- Coppa del mondo per club: 1

Inter: 2010

### Nazionale
- Giochi panamericani: 1

Mar del Plata 1995
- Argento olimpico: 1

Atlanta 1996

### Individuale
- Premio Gentleman: 7

1997, 2002, 2008, 2010, 2011, 2012, 2013
- Pallone d'argento: 1

Serie A 2001-2002
- Inserito nella FIFA 100

2004
- Squadra ideale della Coppa America: 2

2004, 2007
- Premio Nazionale Carriera Esemplare Gaetano Scirea: 1

2010
- Inserito nelle "Leggende del calcio" del Golden Foot

2011
- Premio Facchetti: 1

2012
- Premio alla fedeltà AIC: 1

2012
- Premio Gentleman di platino alla carriera: 1

2014
- Globe Soccer Award alla carriera sportiva: 1

2016
- Premio alla Carriera Premio nazionale Andrea Fortunato: 1

2017
- Inserito nella Hall of Fame del calcio italiano nella categoria Giocatore straniero

2018
- Inserito nella Hall of Fame dell'Inter nella categoria Difensori

2018

## Opere
- Javier Zanetti, Capitano e gentiluomo, Milano, Rizzoli, 2009, ISBN 978-88-17-03299-5.
- Javier Zanetti, Gianni Riotta, Giocare da uomo, Milano, Mondadori, 2013, ISBN 978-88-04-63351-8.
- Javier Zanetti, È tutto scritto. La mia storia in 120 fasce da capitano, Milano, Mondadori, 2014, ISBN 88-04-64648-9.
- Javier Zanetti, Vincere, ma non solo. Crescere nella vita e raggiungere i propri obiettivi, Milano, Mondadori, 2018, ISBN 978-8804705222.

## Videografia
- Sfide: Javier Zanetti - Un hombre vertical, Rai 3, 20 febbraio 2015.